# NGC 7536
NGC 7536 is een balkspiraalstelsel in het sterrenbeeld Pegasus. Het hemelobject werd op 29 september 1886 ontdekt door de Amerikaanse astronoom Lewis A. Swift.

## Synoniemen
- UGC 12437
- MCG 2-59-11
- ZWG 431.22
- KUG 2311+131
- IRAS 23117+1309
- PGC 70765